# 안다만휜가락도마뱀붙이
안다만휜가락도마뱀붙이(Cyrtodactylus rubidus)는 안다만 벤트토 게코(Andaman bent-toed gecko), 레드 보핑거 게코(red bow-fingered gecko)라 불리며, 인도의 안다만 제도와 미얀마의 코코 제도(:en:Coco Islands)에 분포한다. 모식지는 안다만 제도의 포트블레어다.

## 형태
안다만휜가락은 황갈색 몸뚱이에 검은색 줄무늬, 반점이 돋아나있고, 꼬리는 흰색, 검은색 줄무늬로 덮인 중소형 도마뱀붙이류이다. 머리는 길고, 귓구멍은 작고 타원형이며, 발가락 밑부분은 큼지막한 박막(lamellae)으로 덮여있다; 긴 꼬리에는 작은 결절들이 나있고, 끝으로 갈수록 가늘어진다; 배설강 양옆에는 세 개의 큰 결절이 나있다; 수컷은 여섯 개의 항문전공(pre-anal pore)이 나있다; 항문 앞에 앞뒤 방향의 홈이 존재하는데, 수컷에게서 뚜렷하며, 암컷에게서는 덜 뚜렷하지만 존재한다; 등, 옆구리는 뭉툭한 결절로 뒤덮여있다. 등과 이마는 적갈색에서 암갈색을 띄며, 이마 위를 일련의 줄무늬가 가로지르며, 때로는 안쪽으로 이어져 그물무늬를 이룬다. 안쪽 눈꼬리에서 겨드랑이까지 검은색 줄무늬가 이어진다; 꼬리는 흰색, 혹은 회색 바탕에 열 개의 검은 줄무늬가 가로지른다

## 습성
저지대 우림, 낙엽성 삼림에 서식한다. 때때로 삼림 지역 근처의 주택 안에서도 보인다. 지면과 나무에서 살아가며, 낮에는 나무껍질, 잎더미, 뿌리, 줄기, 바위 밑에 숨어있다가 밤이 되면 사냥하러 나온다. 위협받으면 일어서서 꼬리를 만다. 이 종은 난생하며 한 번에 두 개의 알을 낳는다. 알은 나무껍질, 쓰러진 나무줄기 밑에 놓인다.

## 분포
이 종은 인도 벵갈만의 안다만 제도, 니코바르 제도에 토착한다. 이 중에서도 안다만 제도, 십도 해협(:en:Ten Degree Channel) 북부에서만 발견된다.